# Roetkruintiran
De roetkruintiran (Myiarchus phaeocephalus) is een zangvogel uit de familie Tyrannidae (tirannen).

## Verspreiding en leefgebied
Deze soort komt voor in Ecuador en het noorden van Peru en telt twee ondersoorten:
- M. p. phaeocephalus: westelijk Ecuador en noordwestelijk Peru.
- M. p. interior: noordelijk Peru.

## Status
De grootte van de populatie is niet gekwantificeerd maar de soort wordt omschreven als vrij algemeen. Op de Rode lijst van de IUCN heeft deze soort de status niet bedreigd.